# Luftdichtekorrektion
Die Luftdichtekorrektur bezeichnet eine Anpassung der standortspezifischen Luftdichte im Berechnungsmodell eines Messverfahren. Die Luftdichtekorrektur kann mit einer Kontrollvorrichtung bestimmt werden. 

## Anwendungen
Bei der Messung einer Strahlendosis mittels Dosimeter gibt es zwei Varianten, die entweder mit offener oder geschlossener Ionisationskammer ausgestattet sind. Wird die Messung mit einer geschlossenen Ionisationskammer durchgeführt, die mit einem konstanten Gas gefüllt ist, benötigt man keine Korrektur der Dichte. Eine offene Kammer hingegen, die mit Umgebungsluft betrieben wird, benötigt einen Luftdichtekorrektionsfaktor. Luftdichtekorrigierte Daten, bezogen auf die Referenztemperatur 293,15 Kelvin und den Referenzluftdruck 1013,25 hPa, werden im Eichzerfikat der Messeinrichtung angegeben.